# Antônia (telessérie)
Antônia é uma série de televisão produzida pela O2 Filmes e exibida pela TV Globo de 17 de novembro de 2006 a 19 de outubro de 2007. É baseada no filme homônimo, produzido no mesmo ano por Tata Amaral. 
A série tinha Negra Li, Leilah Moreno, Quelynah e Cindy Mendes nos papéis principais. 
Em fevereiro de 2008, foi lançada em DVD pela Som Livre, com as duas temporadas completas.

## Sinopse
Antônia conta a história de quatro amigas do bairro de periferia Brasilândia em São Paulo, que, dois anos antes, formaram um girl group de hip hop chamado "Antônia" e agora batalham para levá-lo para o cenário musical brasileiro. As quatro amigas são negras, interpretadas por Negra Li (Preta), Leilah Moreno (Barbarah), Quelynah (Mayah) e Cindy Mendes (Lena).

## Elenco
- Negra Li - Preta
- Leilah Moreno - Barbarah
- Quelynah - Mayah
- Cindy Mendes - Lena

E ainda
- Thaíde - Marcelo Diamante
- Sandra de Sá - Maria
- Nathalye Cris - Emília
- Thobias da Vai-Vai - Paulo
- Alexandre Rodrigues - Wellington
- Luciano Chirolli - José
- Deiwis Jamaica - Braga
- Maionezi - JP
- Rafael Menta - Luma
- Bianca Comparato - Mariah
- Fernando Macário - Hermano
- João Miguel - Edmundo
- Pedro Lemos - Lucas

## Prêmios e indicações
| Ano  | Prêmio                    | Categoria                          | Indicação    | Resultado |
| ---- | ------------------------- | ---------------------------------- | ------------ | --------- |
| 2007 | Prémio Emmy Internacional | Melhor Telefilme/ Mini Série       |              | Indicado  |
| 2007 | Prêmio Qualidade Brasil   | Televisão: Melhor Projeto Especial |              | Indicado  |
| 2007 | Prêmio Qualidade Brasil   | Televisão: Melhor Ator Revelação   | Thaíde       | Indicado  |
| 2007 | Prêmio Qualidade Brasil   | Televisão: Melhor Atriz Revelação  | Negra Li     | Indicado  |
| 2007 | Prêmio Qualidade Brasil   | Televisão: Melhor Atriz Revelação  | Sandra de Sá | Indicado  |